# Carolina Vargas
Carolina Ignacia Vargas Romero (Santiago, 30 de mayo de 1990) es una actriz chilena de televisión. Fue parte del elenco de la serie juvenil Amango.

## Biografía
Nació en Viña del Mar, Chile, el 30 de mayo de 1990. Es la segunda hija de Angélica Romero y Rolando Vargas Escudero. Vivió en Llay-Llay, comuna al interior de la Región de Valparaíso, Luego, a sus nueve años de edad se muda a Santiago. Realiza su educación secundaria en el Colegio Calasanz, Ñuñoa. Realizó Ballet en la Academia de Sara Nieto desde los 10 años y estudió actuación teatral en la Escuela de Teatro de la Pontificia Universidad Católica de Chile, Luego obtuvo su Maestría en Artes en actuación en el California Institute of the Arts.

## Trayectoria profesional

### Televisión
El 2006 inició su carrera televisiva al ingresar como parte del elenco principal de la exitosa serie de Canal 13, Amango, en donde personifica a Francisca Opazo, conocida como Kika. Aquí compartió créditos con Augusto Schuster, Magdalena Müller, Denise Rosenthal, Felipe Rojas, Samir Ubilla y Gabriela Ernst, entre otros.
La segunda temporada de Amango comenzó a grabarse a finales de 2007 y se empezó a exhibir el viernes 28 de marzo de 2008 a las 22:00. El viernes 20 de junio de 2008 se transmitió el último capítulo a las 22:00, con no tan buena audiencia de su primera temporada. 
A su vez, participó en Amango: La Gira, realizada por Agosin Films y que cuenta con la dirección del destacado cineasta Shai Agosin (El brindis), se estrenó el 26 de marzo de 2008 en una sala de cine de Santiago.
En 2009 personificó a Maite en la teleserie de Canal 13 Corazón rebelde dirigida por Herval Abreu.

## Filmografía

### Telenovelas
| Teleseries | Teleseries      | Teleseries              | Teleseries |
| Año        | Teleserie       | Rol                     | Canal      |
| ---------- | --------------- | ----------------------- | ---------- |
| 2009       | Corazón rebelde | Maite Medina/Bustamante | C13        |
| 2011       | Aquí mando yo   | Loreto Keller           | TVN        |
| 2012       | Pobre rico      | Susana Peñaloza         | TVN        |
| 2013       | Solamente Julia | Johanna Cáceres         | TVN        |
| 2014       | Vuelve temprano | Magdalena Cortés        | TVN        |
| 2014       | Caleta del sol  | Natalia Arredondo       | TVN        |

### Series y unitarios
| Series y unitarios | Series y unitarios | Series y unitarios                       | Series y unitarios |
| Año                | Serie              | Rol                                      | Canal              |
| ------------------ | ------------------ | ---------------------------------------- | ------------------ |
| 2007               | Amango             | Francisca "Kika" Opazo                   | C13                |
| 2016               | Chico reality      | Caperucita Roja (participación especial) | Mega               |